# Liste der Monuments historiques in Boussenois
Die Liste der Monuments historiques in Boussenois führt die Monuments historiques in der französischen Gemeinde Boussenois auf.

## Liste der Immobilien
| Bezeichnung      | Beschreibung            | Standort          | Kennzeichnung | Schutzstatus | Datum | Bild           |
| ---------------- | ----------------------- | ----------------- | ------------- | ------------ | ----- | -------------- |
| Kirche St-Martin | aus dem 13. Jahrhundert | Grande Rue (Lage) | PA00112151    | Inscrit      | 1927  | weitere Bilder |

## Liste der Objekte
| Bezeichnung                 | Beschreibung                                                 | Standort                       | Kennzeichnung | Schutzstatus | Datum | Bild |
| --------------------------- | ------------------------------------------------------------ | ------------------------------ | ------------- | ------------ | ----- | ---- |
| Skulptur Heiliger Dionysius | Holz, farbig gefasst, Ende des 16. Jahrhunderts              | in der Kirche St-Martin (Lage) | PM21004210    | Inscrit      | 1997  |      |
| Kirchenbänke                | Holz, zweite Hälfte des 18. Jahrhunderts                     | in der Kirche St-Martin (Lage) | PM21004211    | Inscrit      | 1997  |      |
| Glocke (1)                  | Bronze, 1541 gegossen                                        | in der Kirche St-Martin (Lage) | PM21004212    | Inscrit      | 1997  |      |
| Glocke (2)                  | Bronze, 1804 gegossen                                        | in der Kirche St-Martin (Lage) | PM21004213    | Inscrit      | 1997  |      |
| Hauptaltar                  | Retabel; Holz, farbig gefasst und vergoldet, 17. Jahrhundert | in der Kirche St-Martin (Lage) | PM21004214    | Inscrit      | 1997  |      |
| Skulptur Heiliger Martin    | Holz, farbig gefasst, 17. Jahrhundert                        | in der Kirche St-Martin (Lage) | PM21004215    | Inscrit      | 1997  |      |
| Tabernakel                  | Holz, vergoldet, 17. oder frühes 18. Jahrhundert             | in der Kirche St-Martin (Lage) | PM21004216    | Inscrit      | 1997  |      |